# Imperial Theatre

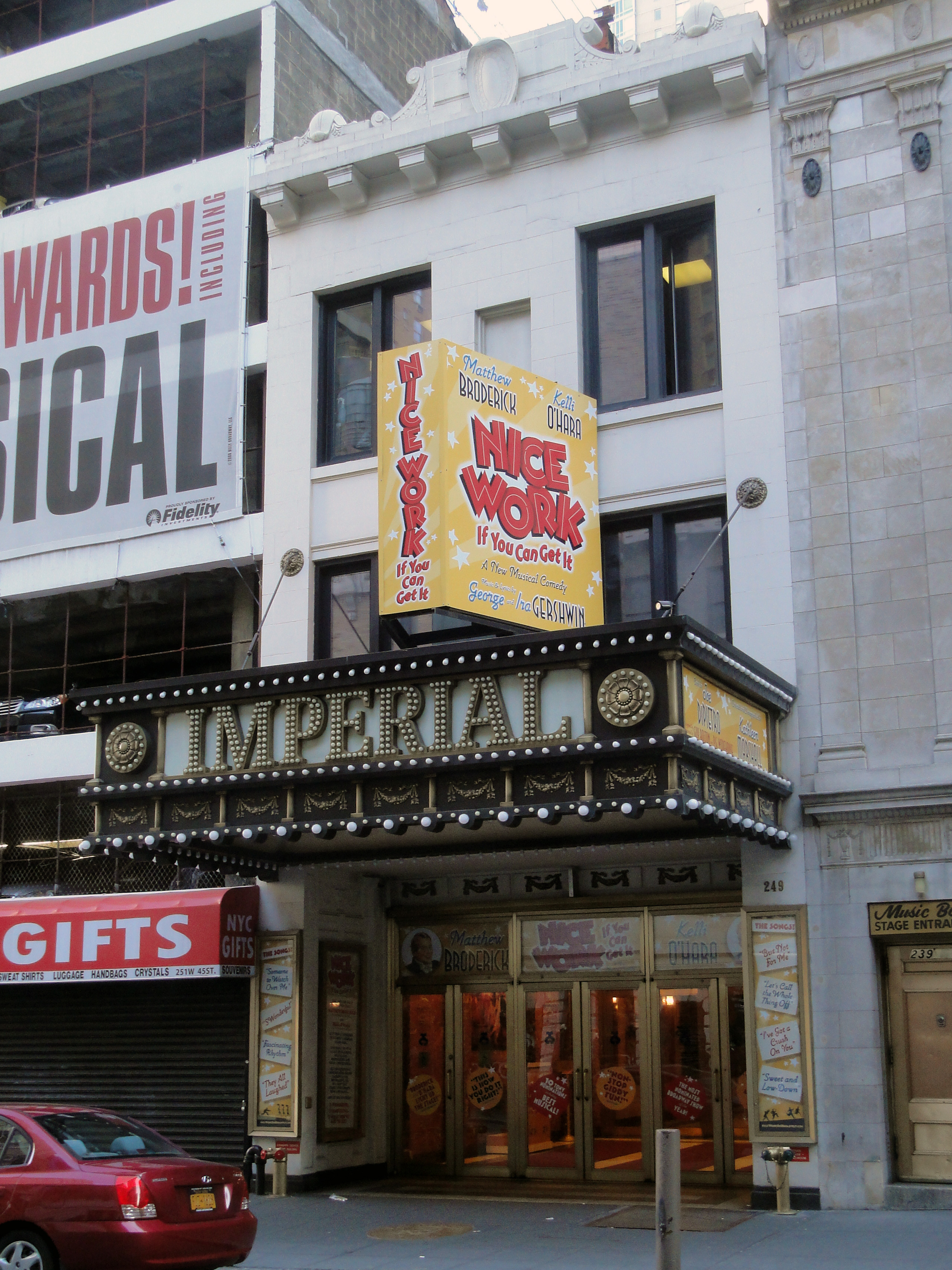
Imperial Theatre, Manhattan

Das Imperial Theatre ist ein Theater in Manhattan, New York City.
Es befindet sich an der 249 West 45th Street. Das Gebäude wurde von dem Architekten Herbert J. Krapp errichtet und eröffnete am 25. Dezember 1923. Im Theater befinden sich 1443 Sitze für Besucher. Eigentümer des Theaters ist die Shubert Organization.
Werke von berühmten Komponisten wie Cole Porter, Richard Rodgers, Lorenz Hart, Irving Berlin, Harold Rome, Frank Loesser, Lionel Bart, Bob Merrill, Stephen Sondheim, Jule Styne, E. Y. Harburg, Harold Arlen sowie George und Ira Gershwin wurden im Theater gezeigt. Schauspieler wie Ethel Merman, Gertrude Lawrence, John Gielgud, Clifton Webb, Montgomery Clift, Mary Boland, Ray Bolger, Desi Arnaz, Lucie Arnaz, Mary Martin, Zero Mostel, Danny Kaye, Davy Jones, Jerry Orbach, Shelley Winters, Bernadette Peters, Ben Vereen, George Rose, Hugh Jackman und John Lithgow traten im Theater auf.
1973 und 1982 fand die Verleihung des Tony Awards im Imperial Theatre statt.

## Bedeutende Produktionen (Auswahl)
Eine Auswahl bedeutender Produktionen am Imperial Theatre kann der folgenden Übersicht entnommen werden:
| - 1924: Rose-Marie - 1926: Oh, Kay! - 1927: The Desert Song - 1928: The New Moon - 1932: Flying Colors - 1933: Of Thee I Sing; Let ’Em Eat Cake - 1935: Jubilee - 1936: On Your Toes - 1938: Leave It to Me! - 1939: Too Many Girls - 1940: Louisiana Purchase - 1941: Let's Face It! - 1943: One Touch of Venus (Kurt Weills Broadway-Debüt) - 1944: Song of Norway - 1946: Annie Get Your Gun | - 1949: Miss Liberty - 1950: Call Me Madam - 1951: Miss Globe - 1952: Wish You Were Here - 1955: Silk Stockings - 1956: The Most Happy Fella - 1957: Jamaica - 1959: Destry Rides Again - 1960: Gypsy - 1961: Carnival! - 1963: Oliver! - 1964: Anatevka - 1967: Cabaret - 1968: Sorbas - 1970: Minnie's Boys; Two by Two | - 1971: On the Town - 1972: Pippin - 1977: Mark Twain Tonight!; Chapter Two - 1979: They're Playing Our Song - 1981: Dreamgirls - 1985: The Mystery of Edwin Drood - 1988: Chess - 1989: Jerome Robbins' Broadway - 1990: Les Misérables - 2003: The Boy from Oz - 2005: Dirty Rotten Scoundrels - 2006: High Fidelity - 2007: Coram Boy, August: Osage County - 2008: Billy Elliot - 2012: Nice Work If You Can Get It |